# Rivière Saint-Jean (La Pocatière)
Pour les articles homonymes, voir Rivière Saint-Jean.
La rivière Saint-Jean coule dans les municipalités de Sainte-Louise (MRC de L'Islet), ainsi que de Saint-Onésime-d'Ixworth et de La Pocatière, dans la municipalité régionale de comté (MRC) de Kamousraska, dans la région administrative de Bas-Saint-Laurent, au Québec, au Canada.
La rivière Saint-Jean est un affluent de la rive sud du fleuve Saint-Laurent ; elle se déverse dans la Baie Sainte-Anne dans la municipalité de La Pocatière.

## Géographie
La rivière Saint-Jean prend sa source à l'embouchure du lac l'Italien (longueur : 0,6 km ; altitude : 292 m) situé à l'extrémité sud-est du territoire municipal de Sainte-Louise dans la MRC de L'Islet, soit tout près des limites municipales de Saint-Damase-de-L'Islet et de Saint-Onésime-d'Ixworth. Ce lac est situé à 8,7 km au sud-est de la rive sud du fleuve Saint-Laurent, à 9,5 km au sud du centre du village de La Pocatière, à 8,4 km à l'est du centre du village de Sainte-Louise et à 4,7 km au sud-ouest du centre du village de Saint-Onésime-d'Ixworth.
À partir de sa source, la rivière Saint-Jean coule en zone agricole sur 24,6 km, répartis selon les segments suivants :
- 1,0 km vers l'est dans Sainte-Louise, jusqu'à la limite de Saint-Onésime-d'Ixworth ;
- 4,0 km vers le nord-est, en coupant la route Jeffrey, jusqu'à la confluence de la décharge du lac de la Traverse (venant du sud-ouest) ;
- 2,2 km vers le nord-est, en recueillant la décharge du lac à Ti-Pierre et le cours d'eau Chrétien, jusqu'au chemin du village qu'elle coupe dans la partie ouest du village de Saint-Onésime-d'Ixworth ;
- 3,6 km vers le nord-ouest, en entrant après environ 140 m dans La Pocatière, jusqu'au chemin du 3e rang Est ;
- 4,2 km vers le nord-ouest, en coupant le chemin Hudon, jusqu'au chemin de la Station ;
- 3,0 km vers le nord-est, en longeant par le côté nord le chemin de la Station, puis en bifurquant vers le nord-ouest, jusqu'à la 4e avenue Painchaud (route 230) ;
- 3,2 km vers le nord-ouest, jusqu'à l'avenue de la Grande-Anse ;
- 3,4 km vers le nord-ouest en traversant l'autoroute 20, jusqu'à sa confluence.

la 
Au terme de son cours, la rivière Saint-Jean se déverse sur une longue grève (à marée basse) dans l'anse Sainte-Anne, sur la rive sud de l'estuaire moyen du Saint-Laurent. Cette confluence est située à 2,9 km au nord-est du centre du village de La Pocatière et à 3,2 km au sud de la confluence de la rivière Ouelle.

## Toponymie
Le toponyme Rivière Saint-Jean a été officialisé le 5 décembre 1968 à la Commission de toponymie du Québec.